# Cabo Trafalgar
El cabo de Trafalgar  es un cabo situado en Los Caños de Meca, dentro del municipio de Barbate (Cádiz, España). En sus inmediaciones tuvo lugar el 21 de octubre de 1805 la célebre batalla de Trafalgar, en la que la escuadra franco-española fue derrotada por la inglesa al mando del almirante Nelson. El cabo Trafalgar marca el extremo noroccidental del estrecho de Gibraltar.

## Historia
El cabo de Trafalgar fue escenario de la batalla naval de Trafalgar entre las flotas del Reino Unido y de la alianza hispano-francesa (1805).
Actualmente, una de las plazas más conocidas de Londres tiene el nombre de Trafalgar en honor a esta batalla.

## Toponimia
El topónimo 'Trafalgar' procede del árabe, o bien de طرف الغار Taraf al-Ghar, "Cabo de la cueva"  o bien de Taraf al-Gharb (طرف الغرب, "Cabo del oeste").

## Ubicación
El cabo Trafalgar consta de un pequeño islote, situado entre las ensenadas de Conil y Barbate, unido al continente por un doble tómbolo de arena. El entorno del cabo separa la localidad de Los Caños de Meca del diseminado llamado Zahora, ambos en el municipio de Barbate.

## Patrimonio
El cabo está coronado por el faro de Trafalgar, construido en 1860 y que sigue en funcionamiento. Junto al faro se encuentran los restos de la torre vigía de Trafalgar, una de las torres de vigilancia costera ordenadas por Felipe II en el siglo XVI para avisar de la llegada de piratas berberiscos.
Además, en las inmediaciones del cabo Trafalgar existen restos arqueológicos de una factoría romana de salazones y de un asentamiento hispano-musulmán.

## Áreas protegidas
- Tómbolo de Trafalgar: el islote de Trafalgar, junto al doble tómbolo de arena que lo une al continente y los fondos marinos que lo rodean, se declaró monumento natural en 2001, bajo el nombre de 'Tómbolo de Trafalgar', integrándose en la Red de Espacios Naturales Protegidos de Andalucía (RENPA). Abarca una superficie de 241 876 m² y fue declarado fundamentalmente por su interés geológico.[6][7]

- Punta de Trafalgar: asimismo, el cabo Trafalgar y su entorno terrestre inmediato (183,31 ha) está protegido como Lugar de Importancia Comunitaria (LIC) desde 2006, bajo el nombre 'Punta de Trafalgar'.[8]

## Galería

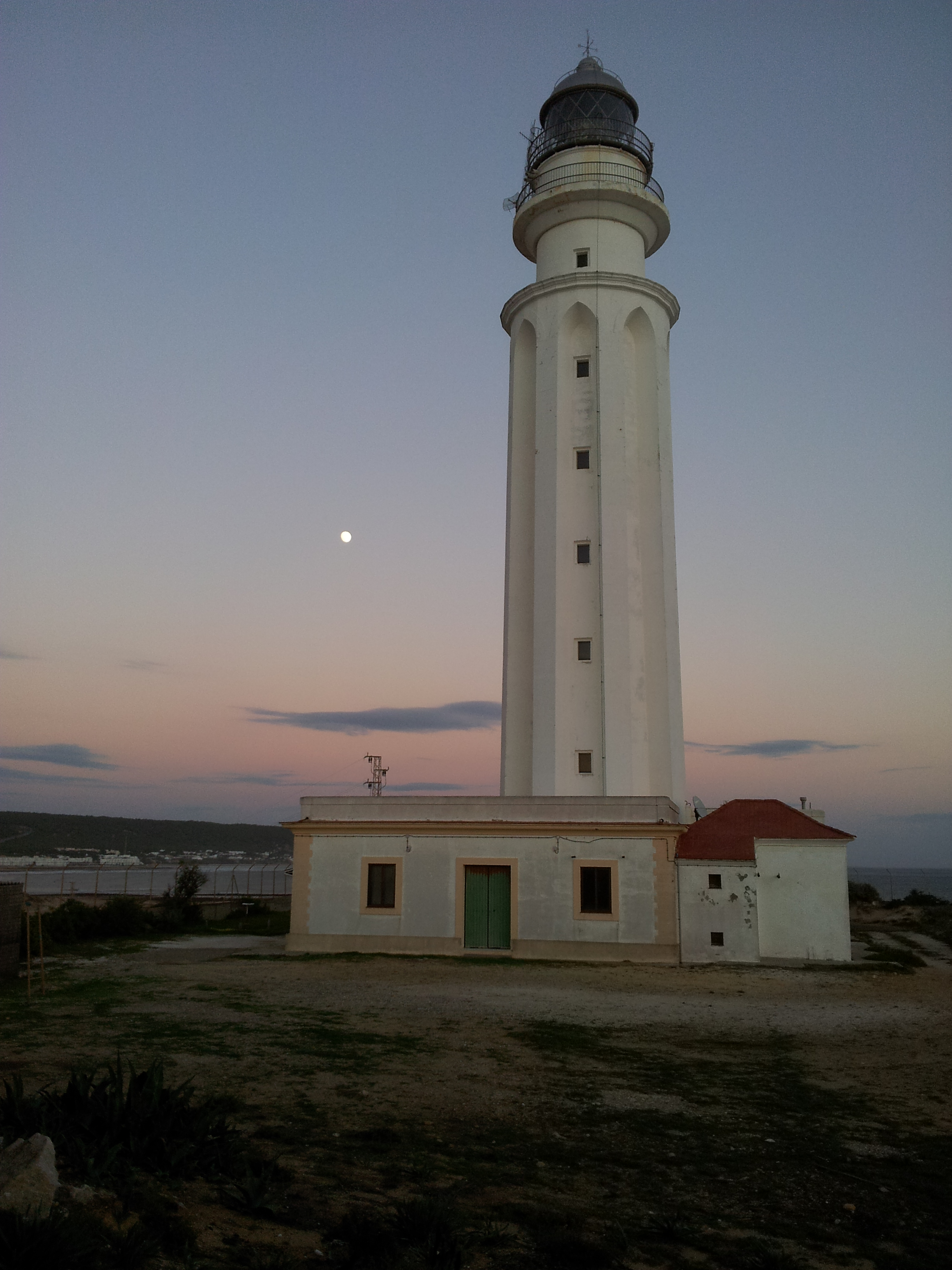
Faro de Trafalgar.
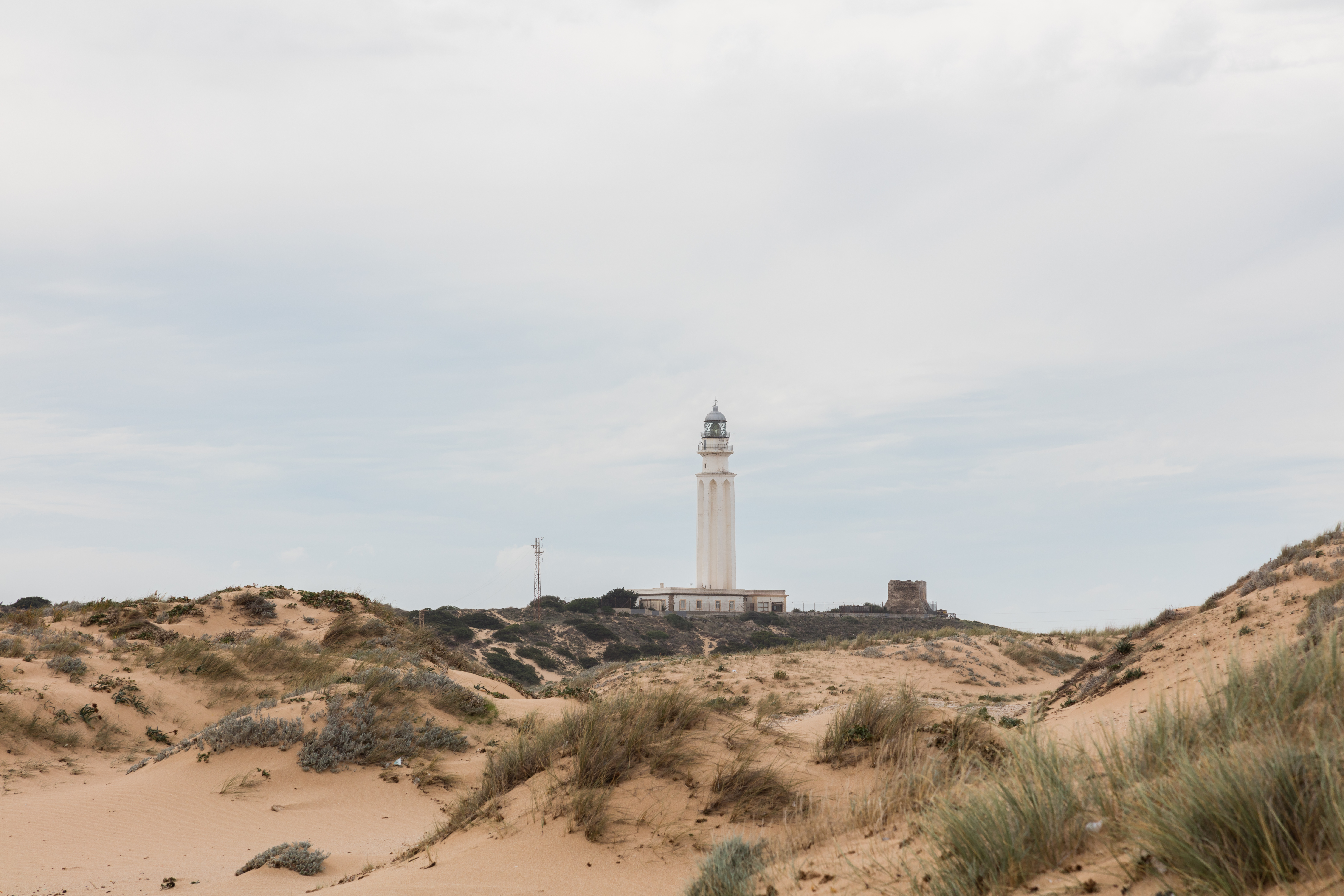
Vista del faro desde Tarifa.
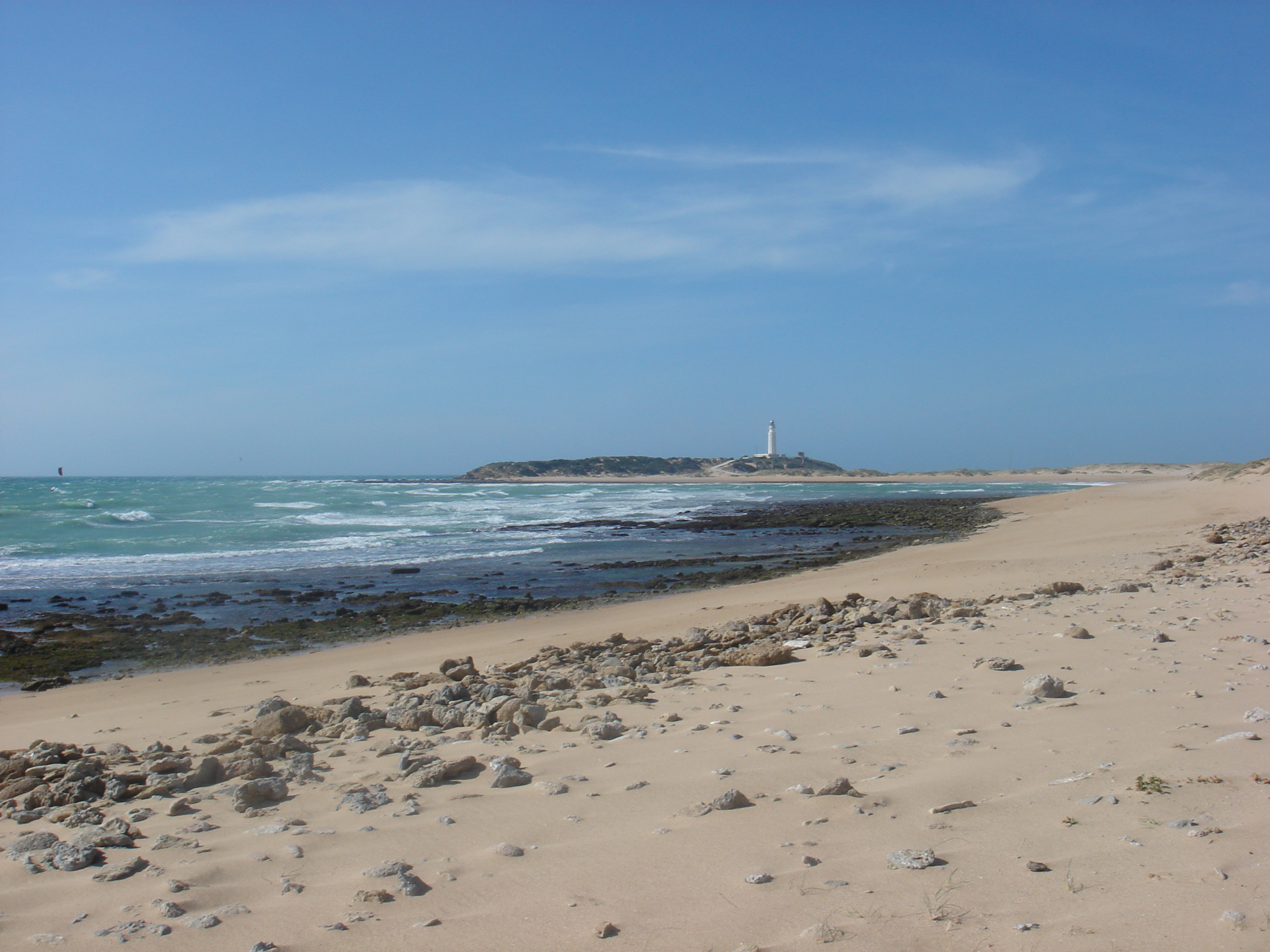
Vista parcial de la playa de Los Caños de Meca con el cabo al fondo.
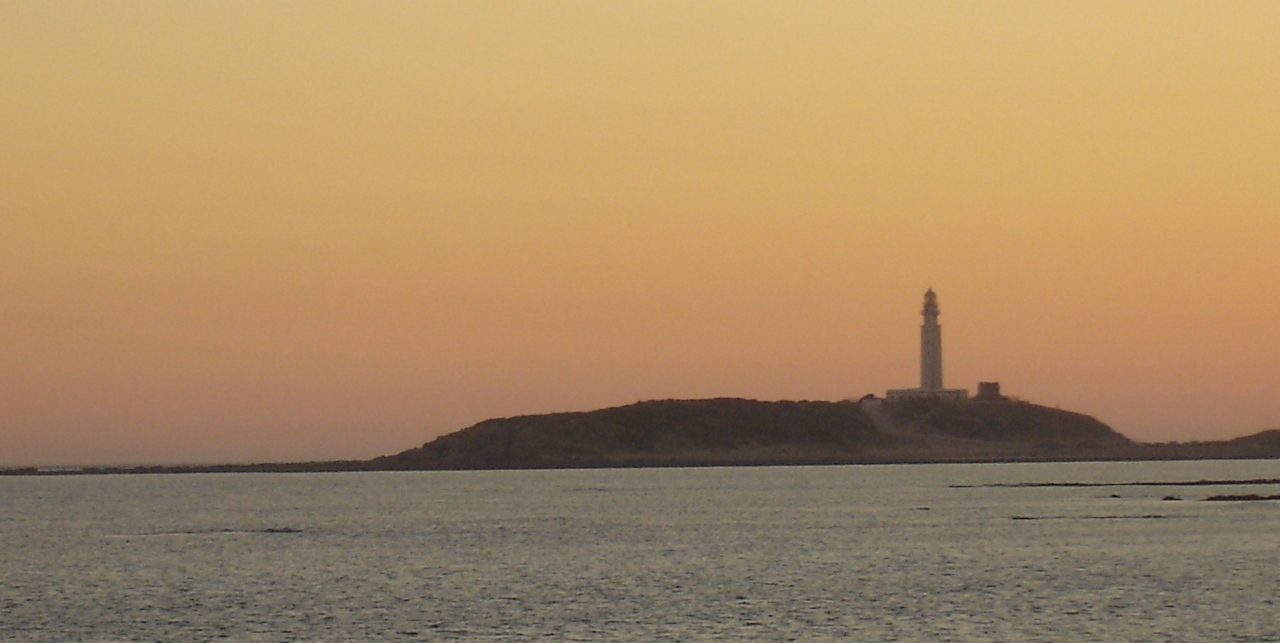
El cabo al atardecer.
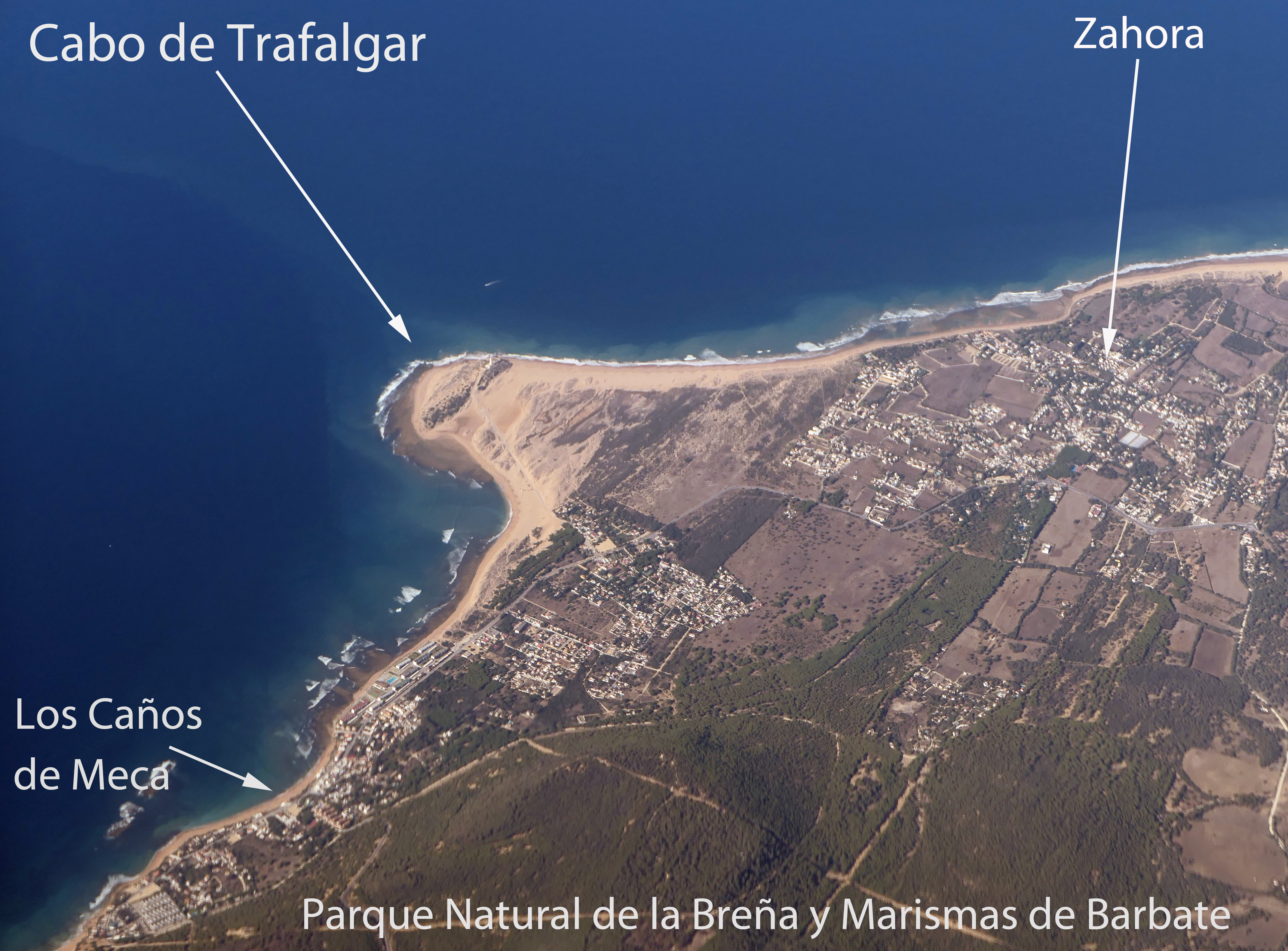